# Exposition spécialisée de 1961
L'Exposition Internationale du Travail 1961 est une Exposition dite « Spécialisée » reconnue par le Bureau International des Expositions (BIE) qui s'est tenue du 1er mai au 31 octobre 1961 à Turin en Italie. Elle célébrait le centenaire de l'unification italienne.  La section internationale de l’Exposition était regroupée au sein du Palais du Travail Palazzo del Lavoro, construit pour l’occasion par l’architecte italien Pier Luigi Nervi. La section nationale de l’Expo se trouvait entre le Palazzo del Lavoro et le musée de l'Automobile de Turin. Les provinces italiennes étaient présentes dans des pavillons situés le long du Pô. Dans la zone de divertissement, les visiteurs pouvaient apprécier pour la première fois en dehors des États-Unis, un Circarama, technique de cinéma développée par Walt Disney Imagineering et sponsorisé pour l’occasion par Fiat (procédé cinématographique de projection circulaire Circle-Vision 360°). Pour cette occasion et relier les différents lieux d’Exposition, Alweg y construit un monorail de 1,2 km de long. 
Le choix d'organiser une exposition sur le thème du Travail à Turin a été fait en novembre 1957 par les États membres du Bureau International des Expositions (BIE). L'exposition a été reconnue le 5 mai 1959 par l'Assemblée Générale du Bureau International des Expositions.